# Abdulkadir Abdulsalam
Abdulkadir Abdulsalam était un homme politique nigérian, qui a été président du Parti travailliste du Nigeria,,.
Abdulsalam est décédé à Abuja le 29 décembre 2020.